# Castelnuovo di Conza
Castelnuovo di Conza es un municipio italiano de 975 habitantes de la provincia de Salerno, en la región de Campania (Campagna), Italia. Este pueblo fue afectado por el terremoto del 23 de noviembre de 1980.

## Evolución demográfica
| Gráfica de evolución demográfica de Castelnuovo di Conza entre 1861 y 2001 |
|                                                                            |
| Fuente ISTAT - elaboración gráfica de Wikipedia                            |

- Wikimedia Commons alberga una categoría multimedia sobre Castelnuovo di Conza.

- Datos: Q80829
- Multimedia: Castelnuovo di Conza / Q80829

1. ↑  Worldpostalcodes.org, código postal n.º 84020.
2. ↑  «Codici Catastali». Comuni-italiani.it (en italiano). Consultado el 29 de abril de 2017.